# 蒂龍 (新墨西哥州)
蒂龍（英語：Tyrone）是位於美國新墨西哥州格蘭特縣的普查規定居民點。

## 人口
根據2020年美國人口普查的數據，蒂龍的面積為0.87平方千米，皆為陸地。當地共有人口712人，而人口密度為每平方千米818.39人。